# Technische Universität Kielce

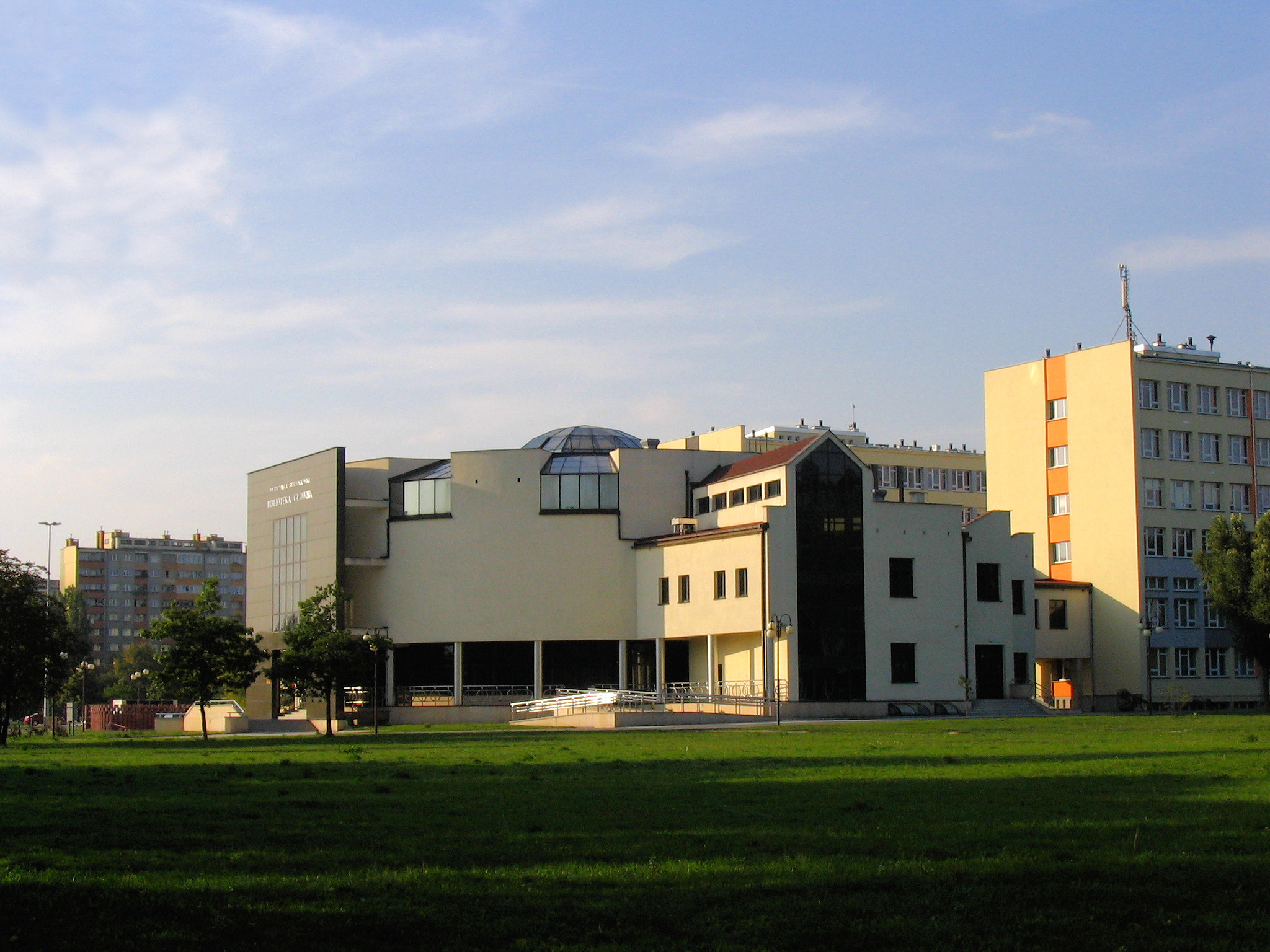

Die Technische Universität Kielce (poln. Politechnika Świętokrzyska) ist eine polnische staatliche Hochschule in Kielce.
Die Ursprünge der Universität sind auf die von Stanisław Staszic Anfang des 19. Jahrhunderts gegründeten Bergbauakademie zurückzuführen. Ab 1965 wurden an der Kielce-Radom Abendschule für Ingenieurwesen erste Studienprogramme angeboten. 1974 wurde die Technische Universität Kielce offiziell gegründet.
An der Technischen Universität Kielce studieren über 5500 Studenten bei über 400 Professoren und Dozenten. 2000 wurde das Henryk-Frąckiewicz-Zentrum für Lasertechnik zusammen mit der Polnischen Akademie der Wissenschaften (Polska Akademia Nauk - PAN) gegründet.

## Fakultäten
- Bauingenieurwesen und Umweltwissenschaften
- Elektrotechnik
- Automation und Informatik
- Mechatronik und Maschinenbau
- Management und rechnergestützte Modellerstellung

## Internationale Kooperationen
Es gibt unter anderem folgende bilaterale Verträge mit ausländische Universitäten:
- Technische Universität Dresden
- Technische Universität Wien
- Technische Universität Graz
- Universität Hongkong